# Serhat Akın
Serhat Akın (ur. 5 czerwca 1981 w Bretten) – turecki piłkarz, reprezentant Turcji.
Jest wychowankiem małego niemieckiego klubu FC Viktoria Jöhlingen. Jako junior występował również w Karlsruher SC. W 2000 roku trafił do Fenerbahçe SK, w barwach którego grał do 2005 roku. Latem 2005 przeszedł do belgijskiego Anderlechtu. W sezonie 2006/2007 był wypożyczony do 1. FC Köln. Następnie grał w Kocaelispor, Konyaspor, Karlsruher, Turgutluspor, Altay, Grunbach i Berliner.
W latach 2002–2005 występował w kadrze narodowej Turcji, posiada podwójne obywatelstwo – tureckie i niemieckie.

## Sukcesy
- Fenerbahçe SK
  - Süper Lig: 2000–01, 2003–04, 2004–05
- RSC Anderlecht
  - Eerste klasse: 2005–06